# 18e cérémonie des Southeastern Film Critics Association Awards
La 18e cérémonie des Southeastern Film Critics Association Awards, décernés par l'Oklahoma Film Critics Circle, a eu lieu le 13 décembre 2009, et a récompensé les films réalisés dans l'année.

## Palmarès

### Top 10
1. In the Air (Up in the Air)
2. Démineurs (The Hurt Locker)
3. Là-haut (Up)
4. Inglourious Basterds
5. A Serious Man
6. (500) jours ensemble ((500) Days of Summer)
7. Precious (Precious: Based on the Novel 'Push' by Sapphire)
8. The Messenger
9. Fantastic Mr. Fox
10. District 9

### Meilleur film
- In the Air (Up in the Air)
  - Démineurs (The Hurt Locker)

### Meilleur réalisateur
- Kathryn Bigelow pour Démineurs (The Hurt Locker)
  - Jason Reitman pour In the Air (Up in the Air)

### Meilleur acteur
- George Clooney pour le rôle de Ryan Bingham dans In the Air (Up in the Air)
  - Jeremy Renner pour le rôle du sergent William James dans Démineurs (The Hurt Locker)

### Meilleure actrice
- Meryl Streep pour le rôle de Julia Child dans Julie et Julia (Julie and Julia)
  - Gabourey Sidibe pour le rôle de Claireece "Precious" Jones dans Precious (Precious: Based on the Novel 'Push' by Sapphire)

### Meilleur acteur dans un second rôle
- Christoph Waltz pour le rôle du colonel Hans Landa dans Inglourious Basterds
  - Woody Harrelson pour le rôle du capitaine Tony Stone dans The Messenger

### Meilleure actrice dans un second rôle
- Mo'Nique pour le rôle de Mary Lee Johnston dans Precious (Precious: Based on the Novel 'Push' by Sapphire)
  - Anna Kendrick pour le rôle de Natalie Keener dans In the Air (Up in the Air)

### Meilleur scénario original
- (500) jours ensemble ((500) Days of Summer) – Scott Neustadter et Michael H. Weber
  - Démineurs (The Hurt Locker) – Mark Boal

### Meilleur scénario adapté
- In the Air (Up in the Air) – Jason Reitman et Sheldon Turner
  - Fantastic Mr. Fox – Wes Anderson et Noah Baumbach

### Meilleur film en langue étrangère
- L'Heure d'été •  France
  - Le Ruban blanc (Das weiße Band) •  Allemagne

### Meilleur film d'animation
- Là-haut (Up)
  - Fantastic Mr. Fox

### Meilleur film documentaire
- Food, Inc.
  - The Cove

### Réalisateur le plus prometteur
- Neill Blomkamp – District 9

### Wyatt Award
(récompense en l'honneur de Gene Wyatt pour un film qui capture l'esprit du Sud)
- That Evening Sun